# حور ثلاثي العروق
حور ثلاثي العروق (الاسم العلمي:Populus trinervis) هو نوع من النباتات يتبع جنس الحور من الفصيلة الصفصافية.